# Boophis jaegeri
Espèce
Statut de conservation UICN

 EN B1ab(iii) : En danger
Boophis jaegeri est une espèce d'amphibiens de la famille des Mantellidae.

## Répartition
Cette espèce est endémique de Madagascar. Elle se rencontre du niveau de la mer jusqu'à 200 m d'altitude sur l'île de Nosy Be ainsi que dans la péninsule Sahamalaza,.

## Description

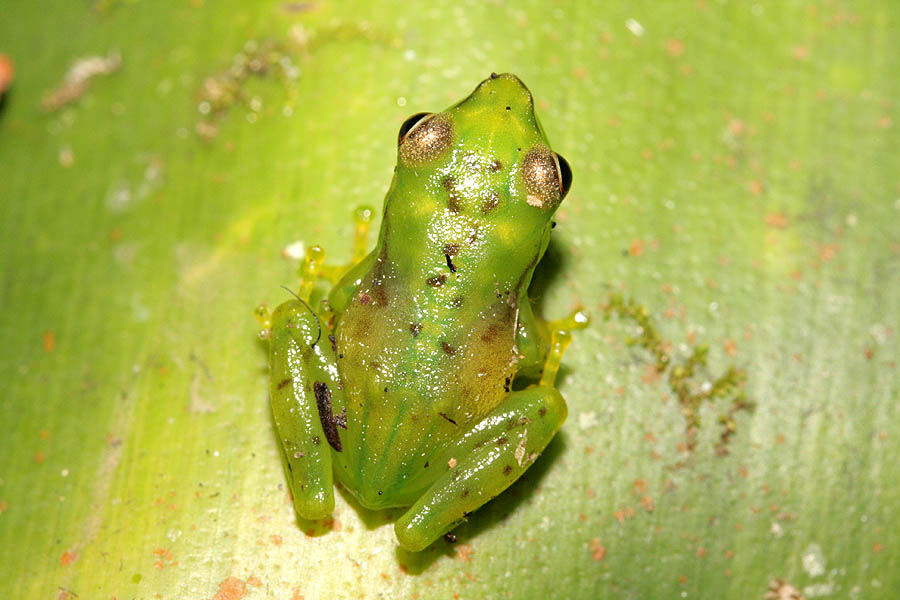
Boophis jaegeri

Boophis jaegeri mesure environ 30 mm pour les mâles, la taille des femelles n'est pas connue. Son dos est vert avec de nombreuses petites taches vert foncé et quelques-unes blanches. Son ventre est jaunâtre et sa gorge verdâtre. Les mâles ont deux sacs vocaux.

## Étymologie
Cette espèce est nommée en l'honneur de Friedhelm Jäger.

## Publication originale
- Glaw & Vences, 1992 : Zur Kenntnis der Gattungen Boophis, Aglyptodactylus und Mantidactylus (Amphibia: Anura) aus Madagaskar, mit Beschreibung einger neuen Art. Bonner Zoologische Beiträge, vol. 43, no 1, p. 45-77 (texte intégral).